# رزغ (غناباد)
رزغ (بالفارسية: رزگ) هي قرية تقع في قسم كاخك الريفي في إيران. يقدر عدد سكانها بـ 51 نسمة بحسب إحصاء 2016.